# Asplenium malcom-smithii
Asplenium malcom-smithii là một loài dương xỉ trong họ Aspleniaceae. Loài này được Proctor mô tả khoa học đầu tiên năm 1962.
Danh pháp khoa học của loài này chưa được làm sáng tỏ. 